# Kristi uppståndelse kyrka, Rabat
Kristi uppståndelse kyrka (ryska: Церковь Воскресения Христова/Tserkov Voskresenija Hristova) är en rysk-ortodox kyrkobyggnad belägen på Hassan II-gatan i staden Rabat i regionen Rabat-Salé-Kénitra i Marocko. 
Kyrkan är tillägnad Jesu uppståndelse. 
Den är en av de tre fungerande östortodoxa kyrkorna i Marocko och den äldsta rysk-ortodoxa kyrkan i Afrika.

## Historia
Sedan den 29 december 2021 är Kristi uppståndelse kyrka en del av rysk-ortodoxa kyrkans nordafrikanska stift.
Från 2010 till 2011 täcktes väggarna i kyrkan med fresker av ikoner från Moskva i Ryssland och en ny ikonostas av sten uppfördes.

## Bilder

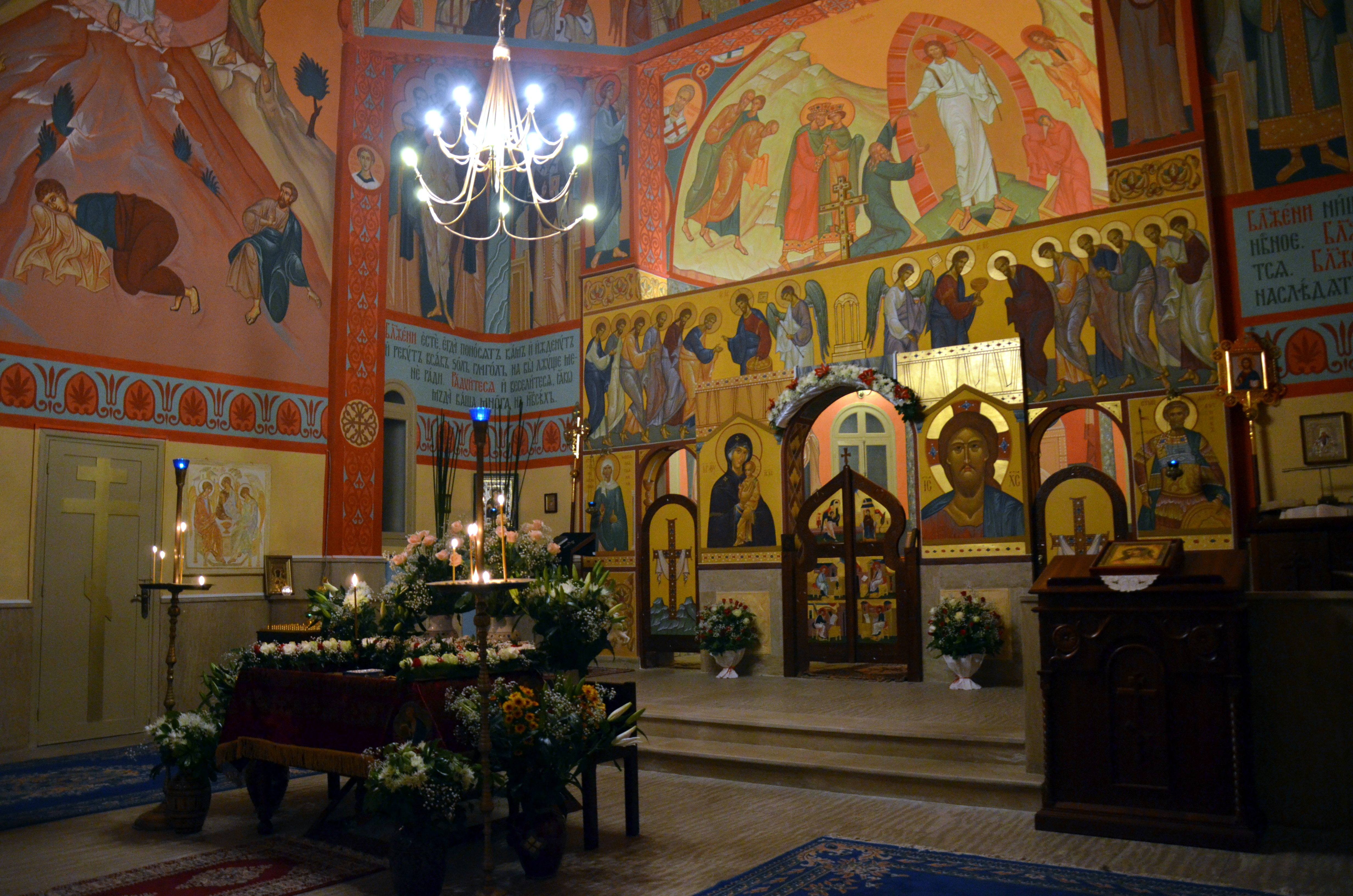
Kyrkans interiör mot ikonostasen i april 2012.
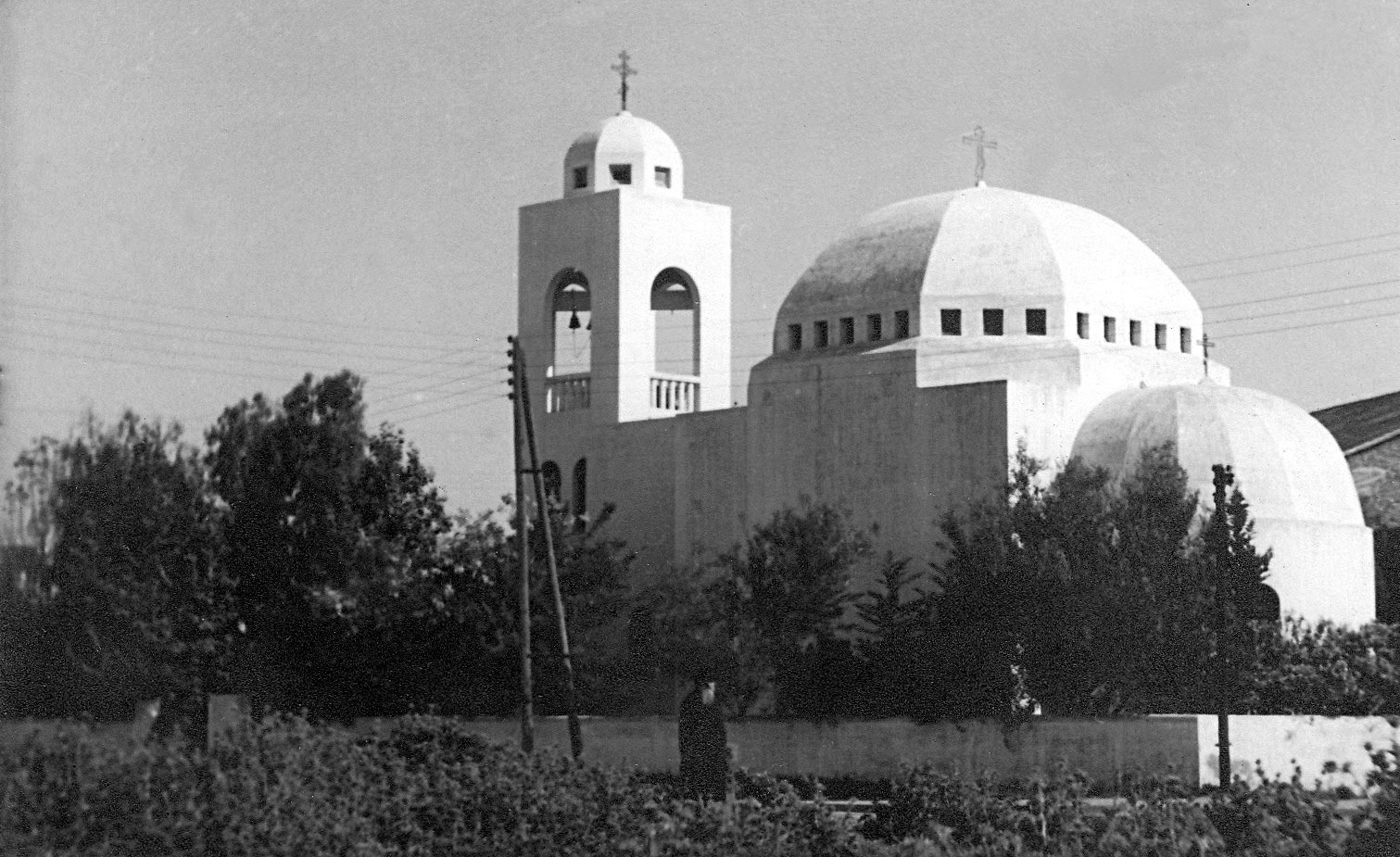
Kristi uppståndelse kyrka på 1940-talet.